# عباس أباد (إسفراين)
عباس أباد (بالفارسية: عباس‌آباد) هي مستوطنة تقع في قسم آذري الريفي (مقاطعة إسفراين) في إيران. يقدر عدد سكانها بـ 479 نسمة .